# Anna-Elisabeth Trappe
Anna-Elisabeth Trappe (* 5. Dezember 1939 in Berlin) ist eine deutsche Neurochirurgin und Ordinaria an der Technischen Universität München.

## Leben
Nach dem Abitur studierte Trappe Humanmedizin an der Technischen Universität München. Nach ihrer Promotion 1969 wurde sie am Klinikum rechts der Isar bis 1975 zur Fachärztin für Neurochirurgie ausgebildet. Bereits ab 1979 leitete Trappe kommissarisch die neurochirurgische Abteilung des Klinikums. 1986 habilitierte sie sich mit einer Arbeit zum chronischen subduralen Hämatom. Die Technische Universität München berief Trappe 1995 als zweite Frau (nach Gabriele Schackert 1993 in Dresden) in Deutschland auf einen Lehrstuhl für Neurochirurgie; der Schwerpunkt ihrer Forschungsinteressen liegt auf der Wirbelsäulen- und Rückenmarksdiagnostik.
Vom 1. September 2005 bis 30. Juni 2012 leitete Anna-Elisabeth Trappe die III. Chirurgische Abteilung des Klinikums Freising mit dem Schwerpunkt Wirbelsäulenchirurgie und Neurotraumatologie.
Anne-Elisabeth Trappe ist TUM Emerita of Excellence.

## Auszeichnungen
- Heinz-Maier-Leibnitz-Medaille der Technischen Universität München, 2004.[4]
- Bayerischer Verdienstorden, 2005.
- Pro meritis scientiae et litterarum, 2005[5]
- Bayerischer Maximiliansorden für Wissenschaft und Kunst, 2010.[6]